# 해치택시
해치택시는 서울시가 새로 도입하고자 추진하고 있는 택시 디자인 모델이다. '서울해치택시'는 서울시가 개발한 서울 상징 해치와 함께, 서울 대표 10색 중 꽃담황토색, 서울서체 중 서울남산체를 활용하여 서울 이미지를 담고 있다. 디자인은 CDR associates에서 제작하였다. 택시의 양쪽 문과 상단 표시등에 해치가 새겨져있다. 해치는 예로부터 화재나 재앙을 물리치는 동물로, 최근 서울의 상징 아이콘이 되었다.
해치택시 디자인 적용은 폐차 후 신규구입차량부터 적용할 계획이며, 7만 2천 대의 서울택시 전체가 해치택시로 교체되는 데는 4~9년 정도 소요될 것으로 예상하고 있다.